# 임비 (사회 운동)
임비(YIMBY, 'yes in my back yard') 운동은 공급 확대를 장려하기 위해 주택 규제를 완화하는 데 초점을 맞춘 공급측면 경제학 이론에 기초한 주택 친화 운동이다. YIMBY는 주택 개발 증가를 옹호하고, 밀도를 제한하는 규제(예: 단독 주택 구역 지정)에 반대하며, 밀도가 높은 지역을 옹호하며 종종 대중 교통 확장을 지원한다. 이는 일반적으로 지역 수준의 신규 주택 개발에 반대되는 님비(NIMBY("not in my back yard") 경향에 반대된다.
미국의 대중적인 조직 운동인 YIMBY 운동은 2010년대 샌프란시스코 베이 에어리어의 주택 가격 위기 속에서 시작되었으며 이후 미국 전역의 주 및 지방 정치에서 강력한 정치적 세력이 되었다.
YIMBY 입장은 주택 비용이 감당할 수 없는 수준으로 상승한 도시 내에서 주택 공급을 늘리는 것을 지원한다. 그들은 또한 주택 개발 개선(특히 저렴한 주택 또는 트레일러 공원), 고속철도 노선, 노숙자 보호소, 보육원, 학교, 대학, 자전거 도로, 보행자 안전 인프라 개선과 같은 인프라 개발 프로젝트를 지원했다. YIMBY는 밀도가 높은 주택을 생산하거나 쇼핑몰과 같은 낡은 건물을 주택으로 용도 변경하는 용도 변경을 모색하는 경우가 많다. YIMBY 정책을 채택한 도시에서는 주택 공급이 크게 증가하고 임대료가 감소했다.
YIMBY 운동에는 주택 생산이 사회 정의 문제라고 믿는 좌파 지지자, 주택 공급이 정부에 의해 규제되어서는 안 된다고 생각하는 자유 시장 자유주의 지지자, 토지 사용을 믿는 환경 운동가 등 정치적 스펙트럼 전반에 걸쳐 지지자가 있다. 개혁은 자연 지역으로의 교외 개발을 지연시킬 것이다. 일부 YIMBY는 대중교통 중심 개발, 녹색 건설, 공공 주택 역할 확대 등 공익 성장을 위한 노력도 지원한다. YIMBY는 매립 주택을 더 많이 건설함으로써 도시의 가격이 점점 저렴해지고 접근성이 높아질 수 있으며, 도시 밀도가 높아짐에 따라 온실가스 배출이 감소할 것이라고 주장한다.

## 같이 보기
- 규제 완화
- 지공주의
- 뉴어버니즘
- 규제 개혁
- 스마트 성장
- 대중교통 지향 개발
- 도시경제학
- 도시 계획
- 부동산경제학